# Oreadă
În mitologia greacă, o oreadă (ὄρος, oros, „munte”) era o nimfă ce locuia în munți și văi. Oreadele erau asociate cu Artemis, o zeiță care prefera munții ca loc al vânătorii.